# Dinos Lefkaritis
Dinos Lefkaritis (griechisch Ντίνος Λευκαρίτης; * 30. März 1995 in Larnaka) ist ein zyprischer Skirennläufer, der bei den Olympischen Winterspielen 2018 in Pyeongchang antrat.

## Leben
Dinos Lefkaritis wurde am 30. März 1995 in Larnaka auf Zypern geboren. Er begann im Alter von fünf Jahren mit dem Skifahren im Troodos-Gebirge. Er wurde 2011, 2013 und 2014 vom zyprischen Skiverband zum Junior-Skisportler des Jahres ernannt.
Von 2007 bis 2014 besuchte er die American Academy of Larnaca. Während seines letzten Schuljahres arbeitete er als PR-Beauftragter für Zyperns Jugend- und Studentenvereinigung der Vereinten Nationen. Lefkaritis spricht Griechisch, Deutsch und Englisch.
Derzeit besucht er das Bates College in Lewiston, wo er Ingenieurwissenschaften und Wirtschaftswissenschaften studiert. Während seines Studiums nimmt er an der Skimannschaft teil und zählt zu den zwölf Olympioniken der Hochschule. Er ist der einzige männliche Skirennläufer der Hochschule, der an den Olympischen Spielen teilnimmt. Lefkaritis zog sich im zweiten Semester seines dritten Jahres vorübergehend vom College zurück, um für die Olympischen Spiele zu trainieren. Er trainierte mit dem zyprischen Skiverband auf Bergketten in Europa und Südamerika.

## Karriere

### Frühe Karriere: 2008–2017
Seit 2008 startet er für sein Heimatland bei internationalen Wettbewerben. Lefkaritis nahm an den Olympischen Jugend-Winterspielen 2012 in Innsbruck teil. Im Jahr 2013 trainierte er mit Vertretern Zyperns in Ushuaia, Argentinien, bevor er in Cortina d’Ampezzo, Italien, für Slalomrennen trainierte. Nach der Teilnahme an der Weltmeisterschaft 2013 erlitt er einen Riss des vorderen Kreuzbandes. Daraufhin unterbrach er das Training für drei Monate, um sich zu erholen. Im Februar 2015 nahm er an der Weltmeisterschaft in Vail, Colorado, teil. Er wurde für die Olympischen Winterspiele 2014 in Sotschi nominiert, eine Verletzung verhinderte jedoch die Teilnahme; er wurde durch Constantinos Papamichael ersetzt. Lefkaritis gewann die Silbermedaille als Vertreter Zyperns bei den Spielen der kleinen Staaten Europas 2017.

### Olympische Winterspiele 2018
Am 22. Januar 2018 wurde Lefkaritis vom zyprischen Skiverband zum besten alpinen Skifahrer gekürt. Er erhielt die Olympic Solidarity Athlete Scholarship, um ihn bei der Vorbereitung auf die Spiele zu unterstützen. Lefkaritis wurde direkt dem Cheftrainer der Nationalmannschaft Milan Matic zur Vorbereitung zugeteilt. Lefkaritis berichtete, dass der österreichische Skifahrer Hermann Maier seine Inspiration für den alpinen Skisport sei.
Am 9. Februar 2018 trug er während der Olympischen Eröffnungsfeier die Flagge seines Landes und durfte dies auch bei der Abschlussfeier tun. Sowohl im Slalom als auch im Riesenslalom schied Lefkaritis jeweils im ersten Lauf aus.